# Nomerobius spinosus
Nomerobius spinosus is een insect uit de familie van de bruine gaasvliegen (Hemerobiidae), die tot de orde netvleugeligen (Neuroptera) behoort. 
Nomerobius spinosus is voor het eerst wetenschappelijk beschreven door Oswald in 1990.